# Rott am Inn
Rott am Inn és un municipi situat al districte de Rosenheim, a l'estat federat de Baviera (Alemanya), amb una població a finals de 2016 d'uns 4.032 habitants.
Està situat al sud de l'estat, a la regió d'Alta Baviera, en un vessant dels Alps, prop de la frontera amb Àustria i de la riba del riu Inn —un afluent dret del Danubi.